# Gunilla Hansson
Gunilla Hansson, ogift Cederholm, född 14 november 1939 i Sofia församling i Stockholm, är en svensk illustratör och barnboksförfattare. 
Gunilla Hansson är dotter till kamrer Nils Thore Cederholm och Gun Elving. Hon genomgick textil-, reklam- och bokhantverksutbildning vid Konstfackskolan och Högre konstindustriella skolan 1955–1961. Hansson blev grafisk formgivare vid Bonniers förlag 1961 och övergick till att arbeta som frilans 1965. Hennes böcker finns översatta till danska, norska, finska, engelska, spanska, franska, färöiska, isländska med flera språk. Gunilla Hansson har gjort illustrationer till Barnkammarboken sedan 1989.
Hansson vann tillsammans med Grethe Fagerström Deutscher Jugendliteraturpreis 1980 för boken Per, Ida och Minimum.
Hon var från 1964 till 1982 gift med bildläraren och författaren Hasse Hansson (1940–2019). De har även samarbetat inom författarskapet.